# 줄리 앤 산 호세
줄리 앤 산 호세(Julie Anne San Jose, 1994년 5월 17일 ~ )는 필리핀의 가수, 여자 배우이다.